# Tilla Jährig-Löhr
Tilla Jährig-Löhr (* 1870 in Hannover; † nach 1938; vollständiger Name: Mathilde Jährig-Löhr) war eine deutsche Malerin.

## Leben
Mathilde Jährig-Löhr wurde 1870 in Hannover geboren. Sie studierte an der Kunstgewerbe- und Handwerkerschule Hannover bei Ernst Jordan und in Berlin bei Karl Gussow. Anschließend studierte sie in Paris. Sie war verheiratet mit Richard Jährig. Mathilde Jährig-Löhr war Mitglied der Gruppe Dresdner Künstlerinnen, Ortsverband Dresdner Künstlerinnen, des 1908 neu gegründeten Bundes deutscher und österreichischer Künstlerinnenvereine und war zeitweise erste Vorsitzende. Sei war Mitglied der Dresdner Kunstgenossenschaft.
Dressler listet 1930 ihren Wohnort mit Freiburger Platz 27 (sic!) in Dresden.

## Werk
Mathilde Jährig-Löhr malte Porträts, Landschaften und Stillleben in Öl und Pastell.

## Ausstellungen (Auswahl)
- 1901: Internationale Kunstausstellung Dresden
- 1904: Große Berliner Kunstausstellung
- 1906: Große Berliner Kunstausstellung
- 1907: Kunstsalon Emil Richter, Sonderausstellung, Januar 1907
- 1909: Dresdner Kunstgenossenschaft
- 1911: Große Aquarellausstellung Dresden
- 1912: Große Kunstausstellung, Dresden
- 1919: Dresdner Kunstgenossenschaft